# Mark Rendall
Pour les articles homonymes, voir Rendall.
Mark Rendall, né le 21 octobre 1988 à Toronto (Canada), est un acteur canadien.

## Filmographie
- 2000 : The War Next Door (série télévisée) : Lucas Smith
- 2001 : Un éléphant à la maison (The Impossible Elephant) : Daniel Harris
- 2001 : L'Histoire sans fin (Tales From The Never Ending Story) (mini série) : Bastien Balthazar Bux
- 2002 : Les Chevaux de la tourmente (Touching Wild Horses) : Mark Benton
- 2002 : The Scream Team (TV) : Ian Carlyle
- 2002 : Un coupable à tout prix (The Interrogation of Michael Crowe) (TV) : Michael Crowe
- 1996 : Arthur (série télévisée) : Arthur Timothy Read (2002-) (voix)
- 2003 : Mrs. Ashboro's Cat (TV) : Pearson
- 2003 : The Berenstain Bears (série télévisée) : Furdy Factual (voix)
- 2003 : Cœur à prendre (Open House) (TV) : Travis Morrow
- 2003 : The Save-Ums! (série télévisée) : Noodle (voix)
- 2003 : Blizzard : Joe
- 2003 : Le roi, c'est moi (série télévisée) : Russell
- 2004 : The Winning Season (TV) : Joe Soshack (at 11)
- 2004 : A Different Loyalty : Oliver Cauffield
- 2004 : Childstar : Taylor Brandon Burns
- 2004 : Life After : Chris
- 2004 : ReGenesis (série télévisée) : Mick Sloane
- 2004 : Arthur's Halloween (vidéo) : Arthur Timothy Read
- 2005 : Révélations (mini-série) : Hawk
- 2005 : Jane and the Dragon (série télévisée) : Jester
- 2005 : Spirit Bear: The Simon Jackson Story (TV) : Simon Jackson
- 2007 : 30 Jours de nuit : Jake Oleson
- 2008 : Charlie Bartlett
- 2009 : My One and Only
- Depuis 2014 : Le Transporteur : Jules Faroux
- 2016 : The History of Love de Radu Mihaileanu (en post-production)
- 2017 : Versailles (série télévisée de Canal+) : Thomas Beaumont
- 2024 : The Apprentice de Ali Abbasi : Roger Stone